# Pogromo de Bakú

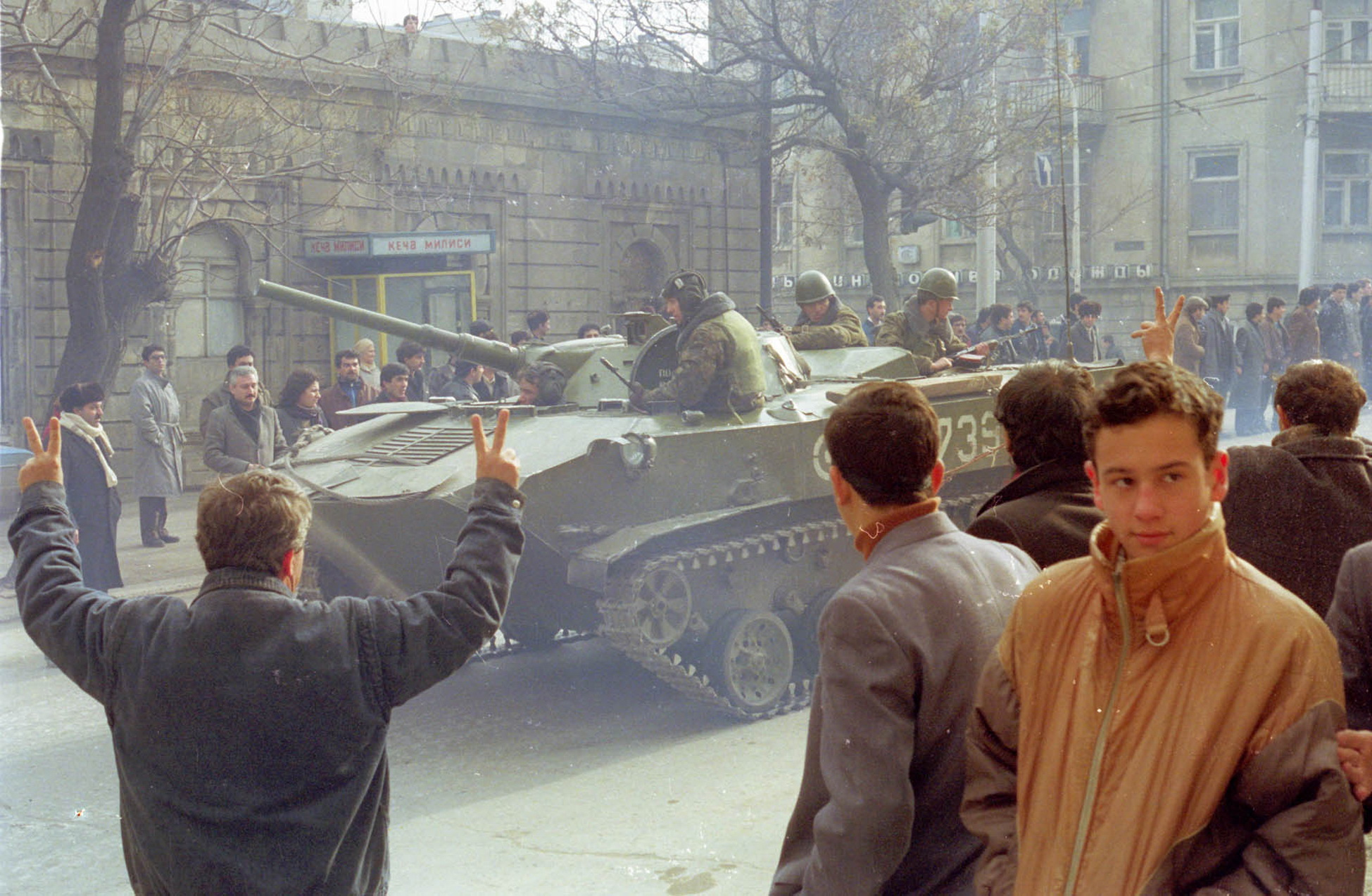
Soldados del ejército rojo en Baku

El pogromo de armenios en Bakú fue una violenta persecución anti-armenia dirigida contra los habitantes armenios de Bakú, capital, entonces, de la República Socialista Soviética de Azerbaiyán, Unión Soviética. Desde el 12 de enero de 1990, se desató un pogromo de siete días en contra de la población civil armenia en Bakú durante el cual los armenios fueron golpeados, torturados, asesinados y expulsados de la ciudad. También hubo asaltos a viviendas, robos e incendios. Según el reportero de la organización Human Rights Watch Robert Kushen, "la acción no fue del todo (o tal vez no en todos) espontánea, ya que los atacantes tenían listas de los armenios y sus direcciones". El pogromo de armenios en Bakú fue uno de los actos de violencia étnica en el contexto del conflicto de Nagorno-Karabaj, dirigido contra las demandas de los armenios de Nagorno-Karabaj de separarse de Azerbaiyán y unificarse con Armenia.

## Contexto
El pogromo de armenios en Bakú no fue un hecho espontáneo y aislado, sino que se encuadra entre la serie de violencia étnica empleada por los azeríes contra la población armenia durante el conflicto de Nagorno-Karabaj. En 1988, los armenios de Nagorno-Karabaj, un enclave armenio étnico incorporado al Azerbaiyán soviético, comenzaron a expresar sus demandas de unificación del enclave con Armenia. El 20 de febrero de 1988, el Soviet de Diputados del Pueblo de Karabaj votó para solicitar la transferencia de la región a Armenia. Este proceso se llevó a cabo a la luz de las nuevas políticas económicas y políticas de la Perestroika y la Glasnost, introducidos por el nuevo Secretario General de la Unión Soviética, Mijaíl Gorbachov, que había llegado al poder en 1985. Esta acción sin precedentes por un soviet regional provocó decenas de miles de manifestaciones, tanto en Stepanakert como en Ereván, pero Moscú rechazó las demandas de los armenios a los que calificó de "nacionalistas" y "extremistas".
En los siguientes días se llevaron a cabo manifestaciones por azeríes en Bakú y otras ciudades de Azerbaiyán contra la unificación de Karabaj con Armenia, en la que se expresaron fuertes proclamas anti-armenios: las consignas comunes eran "Muerte a los armenios" o "Armenios fuera de Azerbaiyán". El 27 de febrero de 1988, se llevó a cabo el primer pogromo masivo del conflicto, en la localidad de Sumgait, durante el cual la población armenia de la ciudad fue brutalmente masacrada y expulsada. El pogromo de Sumgait fue seguido por otro pogromo contra armenios en 1988 en Kirovabad (en la actualidad, Ganja), la segunda ciudad más grande de Azerbaiyán en la que todos los armenios fueron expulsados.
En la primavera y el verano de 1988, las tensiones étnicas fueron creciendo entre los armenios y los azeríes. Después de la tragedia de Sumgait comenzó una migración masiva de armenios de Azerbaiyán y azeríes de Armenia. En 1989 los armenios sólo permanecieron en aquellos lugares en los que tenían una comunidad fuerte y bien establecida, incluso en Bakú. A principios de 1990 sólo había entre 30 y 40 000 armenios en Bakú, en su mayoría mujeres y pensionistas. Del mismo modo, a finales de 1988, decenas de pueblos de Armenia se habían convertido en desiertos, ya que la mayoría de los más de 200 000 azeríes de Armenia y kurdos musulmanes huyeron.
En diciembre de 1989 los Soviets Supremos de la República Socialista Soviética de Armenia y Nagorno-Karabaj aprobaron una resolución sobre la unificación formal de Nagorno-Karabakh con Armenia, de conformidad con la ley soviética sobre el derecho de los pueblos a la libre determinación. El pogromo de armenios en Bakú tuvo lugar poco después y según varias fuentes fue una respuesta directa a esta resolución.

## El pogromo
En enero de 1990, Azerbaiyán se encontraba en estado de agitación. Las grandes manifestaciones del Frente Popular de Azerbaiyán tuvieron lugar en Bakú. El 12 de enero tuvo lugar una manifestación masiva en la plaza de Lenin de la capital azerí, en la que los nacionalistas radicales del anticomunista Frente Popular de Azerbaiyán fueron llamando a la gente para la defensa de la soberanía de Azerbaiyán de las demandas de los armenios. Al mismo tiempo, grupos de jóvenes azeríes vagaban por las calles, aterrorizando a los armenios y exigiéndoles su marcha de la ciudad.

La retórica de algunos dirigentes del Frente Popular, que incluían llamamientos a la deportación de los armenios de Azerbaiyán, fue, por lo menos, perjudicial para las relaciones con la población armenia; retórica que no cesó significativamente durante los pogromos.

Thomas de Waal denominó este pogromo como la primera parte del "Enero negro", una tragedia con cerca de 90 víctimas armenias. Según el autor, en un primer momento una gran multitud se reunió en la plaza de Lenin de Bakú y, al caer la noche, distintos grupos se separaron de los manifestantes del Frente Popular de Azerbaiyán y comenzaron a atacar a los armenios. Al igual que en Sumgait, sus actividades se caracterizaron por la crueldad extrema: la zona alrededor de la parte que ocupaban los armenios se convirtió en un escenario de asesinatos en masa. Durante los pogromos en Bakú, "hogares armenios fueron incendiados y saqueadas, mientras que muchos armenios fueron heridos o asesinados". Kirill Stolyarov en su libro Break-up describe las palizas a los ancianos, expulsándolos de sus hogares, la quema de personas vivas y otros casos de salvajismo. El semanario Soyuz el 19 de mayo de 1990 informó "... en el curso de los pogromos armenios en Bakú, una furiosa multitud arrancó, literalmente, a un hombre en trozos y sus restos fueron arrojados a un cubo de basura". Aleksei Vasiliev, soldado del ejército soviético, aseguró ser testigo de haber visto a una mujer desnuda ser lanzada por la ventana en llamas, pues sus muebles se estaban quemando.
Los sucesos de Bakú se reflejaron en un informe en el Comité de las Naciones Unidas en la eliminación de la discriminación contra la mujer, el 27 de julio de 1997:

Durante cinco días, en enero de 1990, la comunidad armenia de Bakú, capital de Azerbaiyán, fue asesinada, torturada, robada y humillada. Las mujeres embarazadas y los bebés fueron acosados, las niñas fueron violadas delante de los ojos de sus padres, cruces cristianas fueron quemadas en la espalda y sufrieron diversos abusos por su fe cristiana.

Bill Keller, quien se encontraba en Bakú después de los hechos, en su informe en The New York Times escribió:

Aquí y allá, ventanas tapiadas o paredes ennegrecidas por el hollín marcadas en un apartamento donde los armenios fueron expulsados por salvajes y sus pertenencias incendiados en el balcón. La Iglesia Ortodoxa Armenia [se refiere a la Iglesia de San Gregorio el Iluminador de Bakú, donde acudía la comunidad armenia], cuya congregación se ha agotado en los últimos dos años por una emigración basada en el miedo, ahora es una ruina carbonizada. Un vecino dijo que los bomberos y la policía observaban sin intervenir como vándalos destruían el edificio a principios de año.

El 15 de enero, Radio Liberty informó: "Multitudes enfurecidas mataron al menos a 25 personas durante la noche del 14 en el barrio armenio de Bakú, la capital de la república soviética de Azerbaiyán. De acuerdo con la información preliminar, el número de muertos llega a 25".
Según el diario Izvestia, el 15 de enero de 1990, "el 13 de enero de 1990, después de las 5 pm una multitud de unas 50 000 personas que iban en una manifestación desde la plaza de Lenin se dividieron en grupos y cometieron pogromos, destrucciones, incendios, y asesinatos. Una gran multitud gritaba consignas a los héroes de Sumgait y de una Bakú sin armenios".
En el artículo publicado el 18 de enero de 1990, el diario Izvestia informó: "El 16 de enero, se identificaron 64 casos de pogromos contra los armenios. En el distrito Lenin de la capital se encontraron cuatro cadáveres no identificados quemados. En los últimos días З0 armenios cautivos fueron puestos en libertad". El 19 de enero de 1990 Izvestia informó: "El 17 de enero fueron perpetradas 45 matanzas e incendios de casas residenciales en Bakú".
Otro artículo publicado en The New York Times el 19 de enero de 1990, dijo:

Azerbaiyán no es Lituania. Los nacionalistas en Lituania están luchando por arrebatar la independencia de Moscú sin violencia, con medios políticos. Los nacionalistas en Azerbaiyán también hablan de independencia, pero su protesta incluye pogromos sangrientos contra sus vecinos armenios.

Uno de los líderes del Frente Nacional de Azerbaiyán, Etibar Mamedov, testificó sobre las crueldades y la no intervención oficial:

«Yo mismo fui testigo del asesinato de dos armenios, cerca de la estación de tren. Una multitud se congregó, echó gasolina sobre ellos y los quemó, mientras que la división de la milicia regional estaba a sólo 200 metros de distancia con unos 400-500 soldados de las fuerzas internas. Los soldados pasaron por los cuerpos ardiendo a una distancia de unos 20 metros, y nadie trató de rodear la zona ni disolver a la multitud».

El poeta ruso David Samoylov, refiriéndose a los acontecimientos que estaban sucediendo, hizo una nota en su diario el 18 de enero: «Las atrocidades en Azerbaiyán son impactantes. Mi mente sólo está ahí».
Así, el pogromo en Bakú resultó en numerosas pérdidas civiles, decenas de miles de armenios perdieron sus casas y fueron expulsados del país, lo cual fue reconocido por el presidente del Soviet de la Unión, Evgeniy Primakov, en la sesión a puerta cerrada del Consejo Supremo de la Unión Soviética, el 5 de marzo de 1990. Las víctimas del pogromo no sólo fueron armenios, sino también "Judíos, osetios, georgianos y todos aquellos que parecían armenios, en mayor o menor medida. Golpeaban a la cara, no al pasaporte".
El pogromo duró cerca de siete días, durante los cuales las autoridades centrales poco hicieron para frenar la violencia; de hecho no se declaró el estado de emergencia en Bakú. La policía no respondió a las llamadas de las víctimas. Varios testigos dijeron a Helsinki Watch que "se acercaron a los militares (policía) en la calle para denunciar ataques cercanos a armenios, pero no hicieron nada".

## Consecuencias y reacciones
El 20 de enero de 1990, después de que la población armenia ya fuera expulsada de la ciudad, las tropas soviéticas intervinieron en Bakú y se declaró el estado de ley marcial. Esto, sin embargo, no logró su objetivo oficialmente de sofocar la violencia ya que la mayoría de armenios ya habían huido de Bakú. A finales de abril de 1993, se estima que sólo 18-20 000 armenios permanecieron en Bakú, en su mayoría en la clandestinidad. El campeón mundial de ajedrez, Garri Kaspárov —natural de Bakú— y su familia —azerí de origen armenio—, fue una de las personas evacuadas. Como testigo declaró más tarde:

«Nadie habría puesto fin a los pogromos de armenios en Bakú, aunque hubieran 11 mil soldados de las tropas internas de la ciudad. Nadie iba a intervenir hasta que se llevase a cabo la limpieza étnica. Los pogromos fueron sucediendo no en un lugar aislado, sino en la enorme capital, en los bloques de pisos. En una megalópolis como Bakú la gente simplemente no puede llevar a cabo operaciones específicas así. Cuando los instigadores del pogromo deciden ir de un distrito a otro o de un apartamento a otro, significa que habían recibido las direcciones y que tenían un coordinador».

Leila Yunusova, miembro del Frente Nacional de Azerbaiyán, dijo que estos actos fueron apoyados por las autoridades del Estado, «ya que estaban a favor de las ideas del ala derecha del Frente Nacional. Las autoridades de la República cerraron los ojos también en las intenciones de la derecha azerí a intensificar la confrontación con Armenia... el incendio de la iglesia armenia, sin intervención de la policía, fue uno de los ejemplos de esta política».
El pogromo en Bakú fue, en muchos aspectos, comparable al pogromo de Sumgait en 1988. Que los autores del pogromo de Sumgait no recibiesen la debida sanción y que la información real sobre el pogromo fuera censurada y escondida del público, contribuyó, en gran medida, a la repetición de eventos similares en Bakú en 1990. Los medios empleados contra los armenios en Bakú también fueron similares a los empleados en Sumgait.
El periódico Novaya Zhizn, en el momento de los pogromos informó: «El número de armenios asesinados en Bakú ya ha superado a los de Sumgait; esta nueva tragedia fue la consecuencia directa de las autoridades, que tratan de silenciar a los armenios».
Fuentes no oficiales estimaron que el número de armenios que vivía en territorio de Azerbaiyán fuera de Nagorno-Karabaj era de alrededor de 2 000 a 3 000 personas y comprende, casi exclusivamente, a personas casadas con azeríes o de ascendencia mixta entre Armenia y Azerbaiyán. El número de armenios que, probablemente, no están casados con azeríes y no son de ascendencia mixta entre Armenia y Azerbaiyán se estiman en 645 (36 hombres y 609 mujeres) y más de la mitad (378 o el 59% por ciento de los armenios en Azerbaiyán fuera de Nagorno-Karabaj) vive en Bakú, y el resto en las zonas rurales. Estos eran, en su mayoría, los ancianos y enfermos, probablemente sin otros miembros de familia.